# Carlos Amarante
Luís Ferreira da Cruz Amarante (Braga, 29 ottobre 1748 – Porto, 22 gennaio 1815) è stato un architetto e ingegnere portoghese.

## Biografia
Il padre era musicista alla corte del Vescovo di Braga. Carlos iniziò la carriera ecclesiastica, ma lasciò il seminario all'età di 23 anni per sposare Luísa Clara Xavier. Dopo di che si indirizzò verso una carriera in ingegneria e architettura.
Artisticamente guidò la transizione tra l' architettura tardo barocca-rococò del nord del Portogallo e quella neoclassica moderna. Fu particolarmente influenzato dai numerosi edifici neoclassici di ispirazione inglese che furono costruiti a Porto durante il XVIII secolo. La chiesa del santuario di Bom Jesus do Monte, costruita dopo il 1784 su suo progetto, è considerata una delle prime chiese portoghesi in stile neoclassico.
Amarante è sepolto nella chiesa di Trindade a Porto.

## Opere
- Bom Jesus do Monte, Braga
- Chiesa del Popolo, Braga
- Chiesa dell'ospedale, Braga
- Ponte São Gonçalo sul fiume Tâmega ad Amarante
- Ponte Barcas, Porto
- Rettorato dell'Università di Porto
- Chiesa di Trindade, Porto
- Palazzo Brejoeira, Monção